# Royaume-Uni au Concours Eurovision de la chanson 2021
Le Royaume-Uni est l'un des trente-neuf pays participants du Concours Eurovision de la chanson 2021, qui se déroule à Rotterdam aux Pays-Bas. Le pays est représenté par le chanteur James Newman et sa chanson  Embers, sélectionnés en interne par le diffuseur britannique BBC. Le pays se classe 26e et dernier lors de la finale sans recevoir de points.

## Sélection
La participation britannique à l'Eurovision 2021 est confirmée par l'UER lors de la publication de la liste des participants, le 26 octobre 2020. Le pays confirme le 19 février 2021 la reconduction du chanteur James Newman comme représentant du pays. Sa chanson, intitulée Embers, est publiée le 11 mars 2021.

## À l'Eurovision
En tant que membre du Big Five, le Royaume-Uni est qualifié d'office pour la finale du 22 mai 2021. Le pays y termine 26e et dernier sans recevoir aucun points, ni des jurys, ni du télévote — l'Allemagne, l'Espagne et la Pays-Bas terminent aussi sans aucun point de la part du télévote —. C'est la première fois depuis le changement du système de vote en 2016 qu'un pays termine sans aucun point au classement général.